# Simon Wieland
Simon Wieland (ur. 16 grudnia 2000) – szwajcarski lekkoatleta specjalizujący się w rzucie oszczepem.
Finalista mistrzostw świata juniorów z Tampere (2018). W 2019 roku został mistrzem Europy juniorów.
Medalista mistrzostw Szwajcarii oraz reprezentant kraju w pucharze Europy w rzutach i drużynowych mistrzostwach Europy.
Rekord życiowy: 79,44 (21 lipca 2019, Borås).

## Osiągnięcia
| Rok  | Impreza                                 | Miejsce     | Pozycja              | Wynik |
| ---- | --------------------------------------- | ----------- | -------------------- | ----- |
| 2018 | Mistrzostwa świata U20                  | Tampere     | 8. miejsce           | 70,51 |
| 2019 | Puchar Europy w rzutach                 | Šamorín     | 11. miejsce          | 67,78 |
| 2019 | Mistrzostwa Europy U20                  | Borås       | 1. miejsce           | 79,44 |
| 2019 | Superliga drużynowych mistrzostw Europy | Bydgoszcz   | 7. miejsce           | 73,78 |
| 2021 | Puchar Europy w rzutach                 | Split       | 4. miejsce (U-23)    | 76,00 |
| 2021 | I liga drużynowych mistrzostw Europy    | Kluż-Napoka | 8. miejsce           | 70,09 |
| 2021 | Młodzieżowe mistrzostwa Europy          | Tallinn     | 7. miejsce           | 74,75 |
| 2024 | Puchar Europy w rzutach                 | Leiria      | 6. miejsce (grupa B) | 74,27 |
| 2025 | Uniwersjada                             | Bochum      | 1. miejsce           | 79,33 |